# Comté de Saddle Hills
Le comté de Saddle Hills (anglais : Saddle Hills County) est un district municipal de 2,288 habitants en 2011, situé dans la province d'Alberta, au Canada.

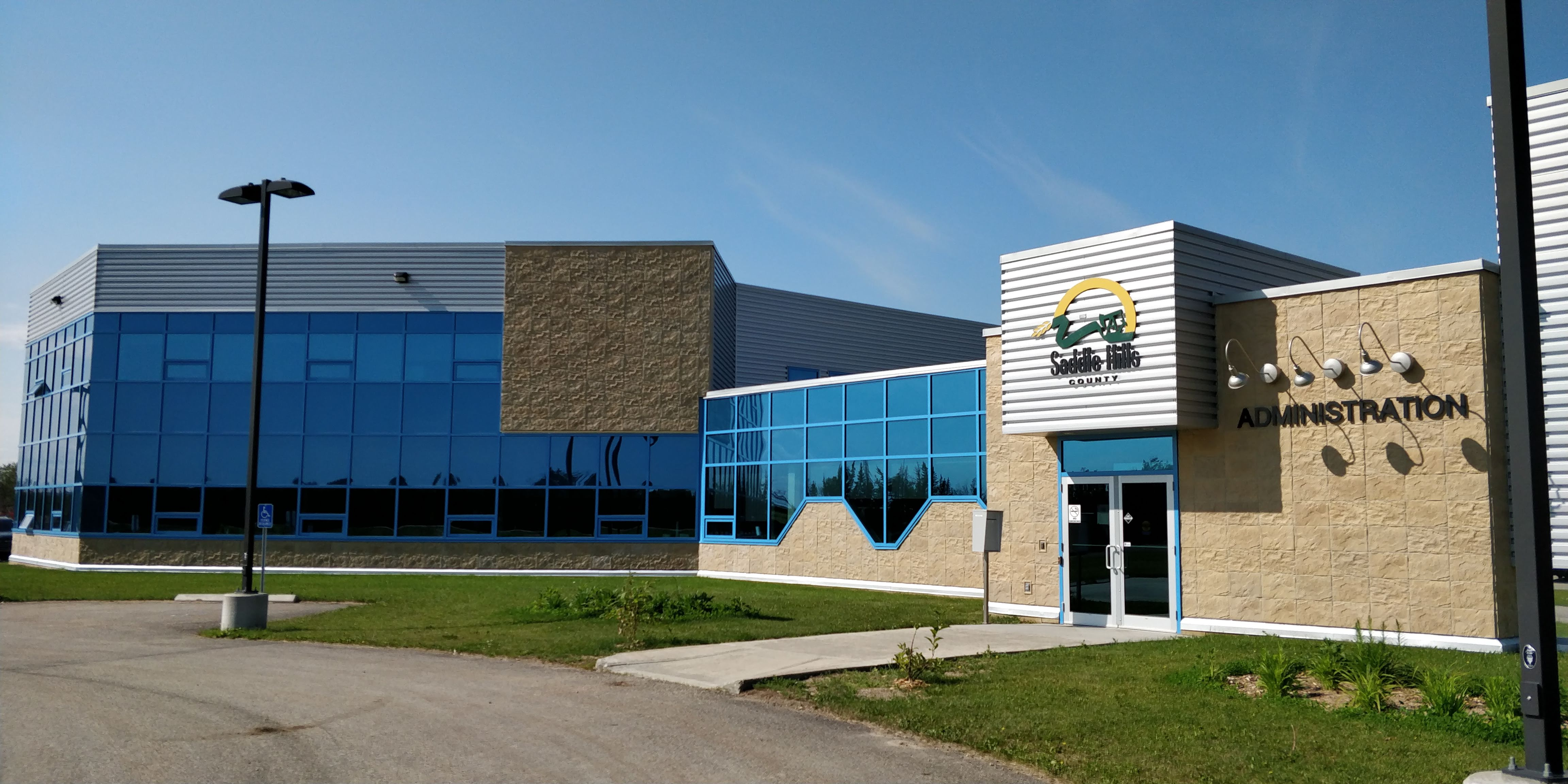
Bâtiment administratif

## Communautés et localités
Hameaux
- Woking

Localités
- Bay Tree
- Blueberry Mountain
- Bonanza
- Braeburn
- Dunvegan Settlement
- Gordondale
- Ksituan
- Northmark
- Poplar Ridge
- Silver Valley
- Whitburn

## Démographie
| 2001  | 2006  | 2011  | 2016  |
| ----- | ----- | ----- | ----- |
| 2 566 | 2 458 | 2 288 | 2 225 |